# Mas d'Amunt (Sora)
El Mas d'Amunt és una masia de Sora (Osona) inclosa a l'Inventari del Patrimoni Arquitectònic de Catalunya.

## Descripció
Casa de planta rectangular construïda amb murs de pedres irregulars i poc morter. Exteriorment està parcialment arrebossada. El mur demostra diferents etapes constructives sobretot a la façana on es veu clarament una ampliació a la dreta de la porta principal. Aquesta és un gran portal dovellat. Les finestres tenen llinda i ampit, i algunes d'elles conserven les dates de col·locació: 1769, 1822. A la dreta de la finestra de sobre la porta es conserva una placa amb inscripció: MAS DE MUNT I PET/ PER MARIA TERRA/ PORTAVELLA VI-/ LARASA I CA CII/ FA VDA any 1822. Al costat d'aquesta inscripció es conserva, molt malmès, un rellotge de sol. La façana presenta unes grans esquerdes verticals. Posteriorment deshabitada.
La pallissa és una construcció de planta rectangular i teulat a doble vessant amb una gran obertura arcada al centre de la façana. Al centre de la part superior de l'arcada, de maó, encara es conserva una inscripció on es llegeix: MARIA TERESA PORTAVELLA VILARASA ANY 1830.

## Història
Mas d'Amunt està situada en el lloc on antigament va existir la Vila Genebrosa, documentada el 960 arran de la consagració de l'església de Sora. Pertanyent a la parròquia estricte de Sant Pere de Sora apareix documentat l'any 1338 en la venda del delma de Sora que feu en Marc de Sant Agustí a en Pere de Sala, on hi consten totes les cases de la parròquia. Mas d'Amunt va absorbir la demarcació dels antics masos de Genebreda de Munt, Genebreda de Vall, Mas Mitjà de Genebreda i Serrallonga.